# Noite do pijama
Uma noite do pijama, festa na cabana ou festa do pijama infantil é uma festa em que uma ou mais crianças são convidadas a passar a noite na casa de um anfitrião. As acomodações podem ser em colchonetes simples, em cabaninhas individuais ou duplas ou nas tendas gigantes, nelas, as crianças podem brincar e dormir juntas. Existem empresas especializadas nesse formato de festa que locam todos os materiais que podem ser utilizados. Mas o "jeitinho improvisado" pela família com colchões da casa também faz muito sucesso com as crianças.
É um verdadeiro acampamento dentro de casa, onde as crianças se divertem com seus amigos mais próximos. Pode ser para comemorar um aniversário, algum evento ou simplesmente para reunir os amigos. São noites de diversão, geralmente com jogos, brincadeiras, pipoca, brigadeiros, muita dança e um bom filme para finalizar a noite.
A idade ideal para as crianças participarem dessa festa é partir dos 06 anos, pois as menores que isso ainda não tem o costume de dormir fora de casa e podem estranhar. O interesse nesse estilo de festa vai até os 12 anos, mais ou menos.
A festa do pijama normalmente começa por volta das 18 horas e termina por volta das 10 horas da manhã do dia seguinte. O dia preferido para a festa acontecer é no sábado, pois a maioria dos pais tem o dia mais tranquilo e ainda resta o domingo do final de semana para descansar.
Esse tipo de festa nasceu e é bastante popular nos Estados Unidos. As principais características desta festa são: ela é mais íntima, pois é feita em casa, e com poucos convidados, geralmente de 3 a 12 amigas/os. Mas aos poucos as festas do pijama maiores também foram surgindo, e ocupando salões e hotéis para essa finalidade, quando na residência não existe espaço suficiente.
A festa se tornou mais conhecida na década de 1990, após o sucesso da série Bananas in Pyjamas, traduzida como Bananas de Pijamas por aqui. E começou a despontar no Brasil, nas principais capitais, por volta de 2015/2016.